# 范梈
范 梈（はん ほう、1272年 - 1330年）は、中国元代の詩人。字は亨父、または徳機という。楊載・掲傒斯・虞集とともに元詩の四大家ともいわれる。

## 略伝
南宋の度宗時期に臨江軍清江県（現在の江西省宜春市樟樹市）に生まれ、幼くして孤児となり貧窮のうちに育つ。早くから目に映るものを読み、作文の師として顔延之・謝霊運につく。大徳11年（1307年）に大都に赴き、中丞の董士選の家庭教師となり、左衛教授に推薦された。海南海北道廉訪司照磨・翰林応奉・福建閩海道知事を歴官し、翰林院編修まで至って後に帰郷する。天暦2年（1329年）に母が病没し、その翌年になって後を追うようにして亡くなる。享年58。「文白先生」とも呼ばれ、その門人として危素などがいる。

## 評価・逸話
詩に巧みであり、同時代の虞集は范徳機の詩を「如唐臨晋帖」と称えている。明代初期の宋濂によって元代の大家としてあげられ、沈徳潜『説詩晬語』で評価は定まった。日本では室町時代に五山の詩僧に読まれはじめ、江戸時代後期の儒者の長野豊山の随筆『松陰快談』に元代文人の一人として紹介されている。
王士禎『香祖筆記』と呉師道『礼部集』によると、范徳機が危素と山中を夜更けに散策していた時に「雨は止む　脩竹の間　流螢　夜深くして至る」という二句を得て、たいそう喜ぶが「これでは文句が幽でありすぎる。まるで幽霊が作った詩のようだ。これは何か他の語を配して少し色をつけねばいけない」と言い、句を足して完成させたという。これが「蒼山感秋」という詩である。

## 著作
- 『詩学禁臠』
- 『木天禁語』